# Surdon
Pour le terme de psychologie, voir Surdouance.
Surdon est une ancienne commune de l'Orne qui a été réunie à Chailloué en 1821.
Il s'agit aujourd'hui de plusieurs entités, une cité, une gare et un hameau (également appelé Vieux Surdon) situées à l'ouest du territoire de Chailloué et divisées entre trois communes distinctes. La gare de Surdon, située sur le territoire du Château-d'Almenêches, lui doit son nom. La gare a, par la suite, été à l'origine de la cité de Surdon qui est, quant à elle, sur le territoire de Macé.